# Polyclita turbinata
Polyclita es un género monotípico de plantas fanerógamas perteneciente a la familia Ericaceae. Su única especie: Polyclita turbinata, es originaria de Bolivia donde se encuentra en las yungas como un arbusto epifita.

## Taxonomía
Polyclita turbinata fue descrita por (Kuntze) A.C.Sm. y publicado en Bulletin of the Torrey Botanical Club 63: 314. 1935.
Sinonimia
- Chupalon turbinatum Kuntze
- Psammisia turbinata (Kuntze) K. Schum.
- Thibaudia turbinata (Kuntze) Hoerold[2]